# Diocese de Khammam
A Diocese de Khammam (Latim:Dioecesis Khammamensis) é uma diocese localizada no município de Khammam, no estado de Andra Pradexe, pertencente a Arquidiocese de Hyderabad na Índia. Foi fundada em 18 de janeiro de 1988 pelo Papa João Paulo II. Com uma população católica de 168.700 habitantes, sendo 5,9% da população total, possui 72 paróquias com dados de 2020.

## História
Em 18 de janeiro de 1988 o Papa João Paulo II cria a Diocese de Khammam através do território da Diocese de Warangal.

## Lista de bispos
A seguir uma lista de bispos desde a criação da diocese em 1988.
|        | Nome           | Período      | Notas                       |
| Bispos | Bispos         | Bispos       | Bispos                      |
| ------ | -------------- | ------------ | --------------------------- |
| 4º     | Prakash Sagili | 2024-        | Atual                       |
| 3º     | Paul Maipan    | 1997 - 2022  | Bispo emérito               |
| 2º     | Marampudi Joji | 1997 - atual | Nomeado bispo de Vijayawada |
| 1º     | Joseph Rajappa | 1988 - 1989  | Faleceu no cargo            |